# Campeonato Mundial de Triatlón por equipos de 2011
El Campeonato Mundial de Triatlón por equipos de 2011 fue una competición que se celebró en Lausana, Suiza el 23 de agosto de 2011. El campeonato fue la quinta edición de la historia y la tercera edición desde que la competición se cambiara, haciéndose sólo una prueba mixta.

## Formato
Cada país podía tener 2 equipos de 4 triatletas, formado por 2 mujeres y 2 hombres. Los triatletas debían competir en este orden: mujer-hombre-mujer-hombre, y cada uno debía completar un pequeño triatlón: 265 metros nadando, 5 km en bicicleta y 1,2 km corriendo. No obstante, el primer triatleta de cada equipo debía completar 500 metros nadando por razones de seguridad.

## Resultado
| Posición | Equipo         | Tiempo  |
| -------- | -------------- | ------- |
|          | Gran Bretaña   | 1:09:29 |
|          | Suiza          | 1:09:44 |
|          | Alemania       | 1:09:56 |
| 4        | Francia        | 1:10:08 |
| 5        | Estados Unidos | 1:11:32 |
| 6        | Australia      | 1:11:43 |
| 7        | Países Bajos   | 1:11:44 |
| 8        | Hungría        | 1:12:00 |
| 9        | Nueva Zelanda  | 1:12:11 |
| 10       | Rusia          | 1:12:16 |
| 14       | España         | 1:13:11 |